# USS Sturtevant (DD-240)
USS Sturtevant (DD-240) là một tàu khu trục lớp Clemson được Hải quân Hoa Kỳ chế tạo vào cuối Chiến tranh Thế giới thứ nhất, và đã tiếp tục phục vụ trong Chiến tranh Thế giới thứ Hai cho đến khi bị đắm do đi vào một bãi mìn vào năm 1942. Nó là chiếc tàu chiến duy nhất của Hải quân Hoa Kỳ được đặt tên theo Thiếu úy Hải quân Albert D. Sturtevant (1894-1918), một phi công hải quân tử trận trong Thế Chiến I.

## Thiết kế và chế tạo
Sturtevant được đặt lườn vào ngày 23 tháng 11 năm 1918 tại xưởng tàu của hãng New York Shipbuilding Corporation. Nó được hạ thủy vào ngày 29 tháng 7 năm 1920, được đỡ đầu bởi bà Curtis Ripley Smith; và được đưa ra hoạt động vào ngày 21 tháng 9 năm 1920. Hạm trưởng, Thiếu tá Hải quân Ewart G. Haas tiếp nhận quyền chỉ huy con tàu vào ngày 4 tháng 11 năm 1920.

## Lịch sử hoạt động

### Giữa hai cuộc thế chiến
Sturtevant lên đường đi Newport, Rhode Island, và sau đó tiếp tục đi đến New York. Nó khởi hành từ đây vào ngày 30 tháng 11 năm 1920 để gia nhập Lực lượng Hải quân Hoa Kỳ tại vùng biển Châu Âu. Nó đi đến Gibraltar vào ngày 10 tháng 12, và sau bốn ngày lại tiếp tục đi đến biển Adriatic. Vào ngày 19 tháng 12, nó đi đến Split trên bờ biển của Croatia, lúc đó thuộc Vương quốc Serbia; và trong sáu tháng tiếp theo thực hiện nhiều nhiệm vụ khác nhau giữa Split và các cảng trong vùng ven biển Adriatic.
Vào ngày 16 tháng 6 năm 1921, chiếc tàu khu trục được điều từ phân đội biển Adriatic sang phân đội Constantinople, và ba ngày sau đã thả neo tại cảng Thổ Nhĩ Kỳ này. Trong lượt phục vụ tại đây, Sturtevant thực hành huấn luyện tại vùng biển Marmara giữa hai eo biển sinh đôi Dardanelles và Bosporus, và hoạt động tại Hắc Hải. Nó đã viếng thăm Samsun, Thổ Nhĩ Kỳ; Burgas, Bulgaria; và Sulina cùng Brăila trên bờ biển Romania. Từ ngày 25 tháng 10 đến ngày 28 tháng 11, nó treo cờ hiệu của Đô đốc Mark L. Bristol. Sau nhiệm vụ này, con tàu viếng thăm các cảng Beirut và Jaffa, rồi đến Alexandria, Ai Cập và đảo Rhodes. Đến cuối tháng 12, nó quay trở lại Thổ Nhĩ Kỳ ở Samsun, rồi đến Constantinople vào tháng 1 năm 1922 trước khi quay trở lại Hắc Hải để viếng thăm miền Nam nước Nga.
Từ năm 1921 đến năm 1923, cuộc Nội chiến Nga cùng một cơn hạn hán đưa đến nạn đói lớn tại Nga, đặc biệt là tại vùng lưu vực sông Volga ở miền Nam nước Nga thường dư thừa thực phẩm. Hoa Kỳ đã đáp ứng với việc trợ giúp gần 1.000.000 tấn Mỹ (910.000 t) lương thực mà phía Bolshevik chấp nhận một cách kín đáo. Sturtevant đã tiến hành điều tra hiện trạng các cảng Nga miền Nam có thể chất dỡ hàng cứu trợ, để hàng hóa tiếp tế có thể được chuyển từ Ủy ban Thực phẩm Hoa Kỳ. Nhằm mục đích này, nó đã viếng thăm Odessa, Sevastopol, Novorossiysk, Theodosia và Yalta từ đầu tháng 2 đến giữa tháng 4. Sau đó cho đến cuối năm, nó thực hiện các chuyến đi băng qua Hắc Hải đến nhiều cảng của Nga liên quan đến hoạt động cứu trợ, và dừng ở nhiều cảng nước ngoài trên đường đi, bao gồm Samsun, Trebizond và Mudania thuộc Thổ Nhĩ Kỳ. Từ tháng 7 đến tháng 10, nó thực hiện một chuyến đi khứ hồi quay trở về Hoa Kỳ, khi nó được đại tu tại Xưởng hải quân New York và thực tập ngoài khơi Yorktown, Virginia. Vào ngày 1 tháng 10, nó được lệnh quay trở lại khu vực Đông Địa Trung Hải, và vào ngày hôm sau đã lên đường đi Gibraltar, đến nơi vào ngày 14 tháng 10, rồi tiếp tục hướng đi Thổ Nhĩ Kỳ, đến Mudania vào ngày 27 tháng 10. Trong bảy tháng tiếp theo, nó viếng thăm các cảng tại khu vực Đông Địa Trung Hải và dọc theo bờ biển Hắc Hải. Ngoài cáng cảng từng ghé thăm trước đây, nó đã viếng thăm Varna, Bulgaria; Mersina và Smyrna, Thổ Nhĩ Kỳ; Piraeus, Hy Lạp; và Naples, Ý. Nó khởi hành từ Naples để đi Gibraltar vào cuối tháng 5 năm 1923, và đến ngày 12 tháng 6 lại trở vào Xưởng hải quân New York. Nó hoạt động dọc theo bờ biển Đại Tây Dương cho đến cuối năm, tiến hành thực tập tác xạ trong tháng 10 tại khu vực thực hành phía Nam ngoài khơi Virginia. Đến tháng 11, nó viếng thăm Baltimore, Maryland nhân dịp lễ hội mừng Ngày Ngừng bắn. Vào ngày 28 tháng 12, Sturtevant trở thành soái hạm của Đội khu trục 41, Hải đội 14 trực thuộc Hạm đội Tuần tiễu.

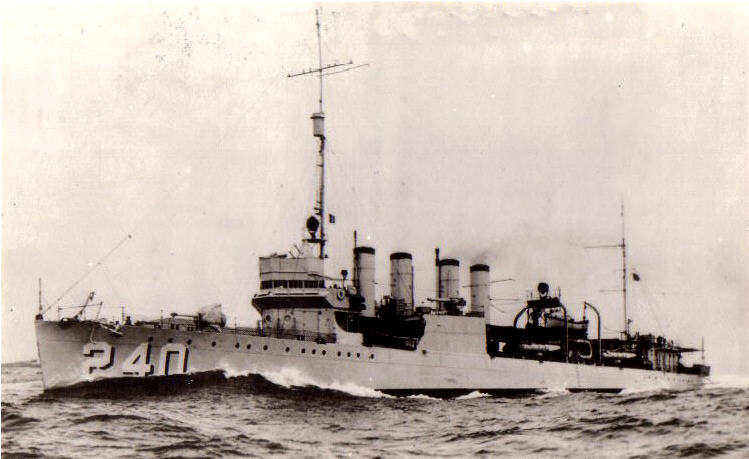
USS Sturtevant ngoài biển, không rõ thời gian.

Vào đầu tháng 1 năm 1924, Sturtevant đi đến vùng kênh đào Panama để tham gia một cuộc tập trận cùng Hạm đội Tuần tiễu. Đến cuối tháng, nó lên đường cùng với hạm đội, đi ngang qua đảo Culebra để đi vịnh Guantánamo, Cuba và Tây Ấn thuộc Anh, tiến hành các cuộc thực tập huấn luyện trên đường đi. Đến tháng 5, nó quay trở lên phía Bắc và hoạt động dọc theo vùng bờ Đông cho đến hết năm. Vào tháng 1 năm 1925, một lần nữa nó đi về phía Nam, và sau một tháng rưỡi hoạt động tại vùng biển Caribe, nó băng qua kênh đào Panama để đi sang Thái Bình Dương. Nó viếng thăm San Diego và San Francisco thuộc California trong tháng 4 trước khi lên đường đi quần đảo Hawaii. Từ cuối tháng 4 đến giữa tháng 6, con tàu tham gia cuộc tập trận phối hợp Hải-Lục quân mô phỏng tình huống một lực lượng đối phương tấn công để chiếm đảo Oahu. Vào ngày 1 tháng 6, nó lên đường đi San Diego, đến nơi vào ngày 17 tháng 6, rồi bắt đầu hành trình quay trở lại khu vực Đại Tây Dương vào ngày 2 tháng 6, về đến New York vào ngày 16 tháng 7. Nó hoạt động dọc theo bờ biển Đại Tây Dương cho đến giữa tháng 10, rồi đi về phía Nam để cơ động ngoài khơi vịnh Guantánamo, Cuba. Băng qua kênh đào Panama vào cuối tháng 1 năm 1926, chiếc tàu khu trục tham gia tập trận hạm đội bên phía bờ Thái Bình Dương. Quay trở lại phía bờ Đại Tây Dương để tiếp tục tập luyện và thực hành tạikhu vực phụ cận Cuba, nó đi lên phía Bắc về Boston, Massachusetts trong tuần đầu tiên của tháng 5.
Từ tháng 5 năm 1926 đến tháng 1 năm 1931, Sturtevant tiếp tục hoạt động cùng Hạm đội Đại Tây Dương trong thành phần Đội khu trục 41, Hải đội Khu trục 14. Nó tham gia các hoạt động hàng năm vào mùa Hè dọc theo bờ biển Bắc và Trung Đại Tây Dương, xen kẻ với các cuộc cơ động mùa Đông tại vùng nước ấm của biển Caribe và vịnh Mexico. Vào mùa Thu năm 1930, nó được phân về cảng nhà mới tại Charleston, South Carolina, nhưng lại được lệnh đi lên phía Bắc vào tháng 1 năm 1931 để chuẩn bị xuất biên chế. Vào ngày 30 tháng 1 năm 1931, nó được cho xuất biên chế tại Philadelphia, Pennsylvania, rồi được cho nhập biên chế trở lại tại đây vào ngày 9 tháng 3 năm 1932, và đến ngày 30 tháng 4 đã trình diện để hoạt động cùng Tư lệnh Hải đội Đặc vụ tại Coco Solo thuộc vùng kênh đào Panama. Trong hai năm tiếp theo, nó hoạt động tại vùng vịnh Mexico và biển Caribe, hỗ trợ các hoạt động của lực lượng Thủy quân Lục chiến trên bờ ở Nicaragua, Haiti, Cuba và các nước cộng hòa Mỹ La Tinh khác. Vào đầu năm 1934, nó rời Hải đội Đặc vụ để gia nhập đội khu trục của Lực lượng Tuần tiễu, đặt cảng nhà tại Norfolk, Virginia. Vào nữa cuối của năm 1935, con tàu được điều sang Lực lượng Chiến trận đặt căn cứ tại Thái Bình Dương. Nó hoạt động ngoài khơi San Diego cho đến ngày 20 tháng 11 năm 1935, khi nó lại được cho xuất biên chế.

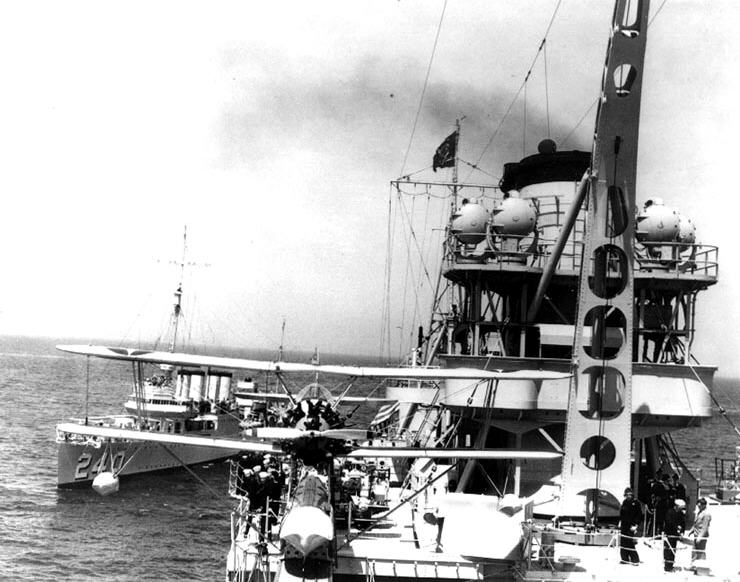
Bên trên tàu tuần dương hạng nặng, với Sturtevant bên cạnh, trong buổi Duyệt binh Tổng thống ngoài khơi thành phố New York, 31 tháng 5 năm 1934.

### Thế Chiến II
Vào ngày 26 tháng 9 năm 1939, Sturtevant lại được cho nhập biên chế một lần nữa. Vào giữa năm 1940, nó quay lại nhiệm vụ hộ tống vận tải tại Đại Tây Dương và tiến hành Tuần tra Trung lập dọc theo vùng bờ Đông. Nó hoạt động ngoài khơi Norfolk, tại vùng Bắc Đại Tây Dương cho đến đầu tháng 3 năm 1942, rồi hộ tống một đoàn tàu vận tải đi từ New York đến vùng kênh đào Panama. Sau đó, nó trình diện để hoạt động cùng Tư lệnh Tiền phương biển Caribe, hộ tống các đoàn tàu vận tải đi lại giữa các cảng trong vùng caribe cho đến cuối tháng 4.
Vào ngày 26 tháng 4 năm 1942, Sturtevant rời Key West cùng một đoàn tàu vận tải. Chỉ hai giờ sau khi rời cảng, một vụ nổ dữ dội nhấc bổng đuôi chiếc tàu khu trục khỏi mặt nước, nhưng không gây hư hại gì rõ rệt. Cho rằng đang bị tàu ngầm đối phương tấn công, nó thả hai lượt mìn sâu; nhưng khoảng một phút sau khi thả lượt mìn sâu thứ hai, một vụ nổ thứ hai làm rung chuyển con tàu. Nó bắt đầu chìm xuống nhưng ở tư thế thăng bằng. Vài phút sau, một vụ nổ thứ ba làm vỡ lườn tàu ngay bên dưới cầu tàu. Phần giữa con tàu chìm ngay lập tức, phần đuôi tiếp nối ngay sau đó; mũi tàu còn tiếp tục nổi trong nhiều giờ. Cuối cùng Sturtevant đắm ngoài khơi Key West khoảng 8 mi (13 km) về phía Bắc Marquesas Keys. Mười lăm thành viên thủy thủ đoàn đã thiệt mạng cùng con tàu.
Xác tàu đắm của Sturtevant vỡ làm hai phần ở độ sâu 60 ft (18 m) nước, ở tọa độ 24°45′B 82°1′T / 24,75°B 82,017°T. Người ta xác định được sau đó là con tàu đã đi vào một bãi mìn cho chính phía Hoa Kỳ rải nhưng không được thông báo đến thủy thủ đoàn. Tên của Sturtevant được cho rút khỏi danh sách Đăng bạ Hải quân vào ngày 8 tháng 5 năm 1942.